# Paul Hartley
Paul Hartley (ur. 19 października 1976 w Hamilton) – reprezentant Szkocji w piłce nożnej i trener piłkarski.

## Życiorys
Piłkarską karierę rozpoczynał w Hamilton Academical F.C. Spędził tam 2 sezony. Stamtąd przeniósł się do Anglii, a konkretnie do Milwall FC. Zagrał tam w 44 spotkaniach, strzelił 4 bramki i po sezonie gry zdecydował się powrócić do Szkocji, do drużyny Raith Rovers F.C. Mimo 13 bramek Hartleya w sezonie, drużyna spadła do drugiej ligi. W 1998 roku Paul Hartley zasilił szeregi Hibernianu. Podczas pobytu w Edynburgu, został wypożyczony do Greenock Morton F.C. Tam jednak zagrał tylko w 3 spotkaniach, w jednym z nich zdobył gola. Ogólnie w barwach Hibs w 36 meczach zdobył 6 bramek. W 2000 roku Hartley został piłkarzem St. Johnstone F.C. Grał tam 3 lata. W tym czasie rozegrał 87 spotkań i zdobył 12 bramek. W 2003 roku przeszedł do zespołu Hearts. W 118 spotkaniach strzelił 31 goli. W 2007 roku został piłkarzem Celtiku. Kontrakt Hartleya z drużyną z Glasgow wygasa w czerwcu 2009 roku. Od lipca 2009 roku gra w Bristol City. Latem 2010 roku podpisał kontrakt z Aberdeen oraz został mianowany kapitanem zespołu.
W latach 2011–2014 był trenerem Alloa Athletic F.C. Od lutego 2014 do kwietnia 2017 trenował szkocki Dundee F.C. W październiku 2017 został trenerem Falkirk F.C.